# Moussy, Val-d'Oise
Moussy är en kommun i departementet Val-d'Oise i regionen Île-de-France i norra Frankrike. Kommunen ligger i kantonen Marines som tillhör arrondissementet Pontoise. År 2022 hade Moussy 111  invånare.

## Befolkningsutveckling
Antalet invånare i kommunen Moussy
| Referens: INSEE |